# Hashtgerd
Hashtgerd (persiska: هَشتگِرد) är en stad i Iran. Den ligger i provinsen Alborz, i den norra delen av landet, 1 272 meter över havet.
Hashtgerd är administrativt centrum för delprovinsen (shahrestan) Savojbolagh.
Närmaste större samhälle är Nazarabad, 7 km väster om Hashtgerd.